# هايبر إيديت
تومولت ويسك (بالإنجليزية: Tumult Whisk)‏ (في الأصل تومولت هايبر إيديت (بالإنجليزية: Tumult HyperEdit)‏) هو تطبيق لنظام التشغيل ماك أو إس الخاص بآبل تمَّ تطويره بواسطة جوناثان دويتش.

## التاريخ
في عام 2003، وأثناء دراسة جوناثان دويتش علوم الحاسوب في جامعة بوردو في إنديانا، قام بكتابة برنامج هايبر إيدت لإنشاء محرر إتش تي إم إل مُباشر من شأنه أن يلغي الحاجة إلى حفظ ملف إتش تي إم إل وإعادة تحميله في المتصفح لتجربة التغييرات. قال الموقع الإخباري ماك جينيريشن [الفرنسية] إن المعاينة المباشرة كانت فكرةً جديدةً في عام 2003.
تمَّت إعادة تسمية البرنامج مِن هايبر إيديت إلى ويسك مع إصدار الإصدار 2.0، وذلك في عام 2020 (أي بعد 16 عامًا على إصدار التطبيق). تم إصدار التطبيق كبرنامج تجريبي مع نسخة تجريبية مجانيَّة، وتم أخذ بعض أكواده البرمجية من تطبيق «هايب» الخاص للرسوم المُتحرِّكة على الويب الذي أنشأه مُنشئ البرنامج جوناثان دويتش.

## مُواصفات
يستهدف البرنامج في المقام الأول مُطوري الويب، ويجمع بين محرر إتش تي إم إل (بما في ذلك سي إس إس) وبي إتش بي وجافا سكريبت في البرنامج نفسه خفيف الوزن [الإنجليزية]. وهو يوفر إبراز صيغة قابل للتخصيص للغات الويب هذه.
تتضمن ميزاته التحقق من صحة الأخطاء بناءً على معيار رابطة الشبكة العالمية (الذي يؤكد الأخطاء باللون الأحمر)، ومُصحح أخطاء جافا سكريبت، وإظهار مُقتطفات مِن النصوص البرمجيَّة، ومعاينة في الوقت الفعلي في الجزء الأيمن من التطبيق [الإنجليزية].